# Шмид, Сюзи
Сюзанна Леония (Сюзи) Шмид (в замужестве — Брундерт) (нем. Susanne Leonie (Susi) Schmid (Brundert), род. 27 августа 1960, Бергиш-Гладбах, Северный Рейн-Вестфалия) — немецкая хоккеистка (хоккей на траве), вратарь и универсальный полевой игрок. Серебряный призёр летних Олимпийских игр 1984 года, участница летних Олимпийских игр 1988 года, чемпионка мира 1981 года, серебряный призёр чемпионата мира 1986 года, бронзовый призёр чемпионата Европы 1984 года.

## Биография
Сюзи Шмид родилась 27 августа 1960 года в западногерманском городе Бергиш-Гладбах.
Играла за «Байер» из Леверкузена, в составе которого три раза становилась чемпионкой ФРГ по хоккею на траве (1982—1983, 1985), четыре раза — по индорхоккею (1981—1982, 1984, 1987). В 1987 году перешла во «Франкфурт-1880» из Франкфурта-на-Майне, в составе которого ещё дважды выигрывала чемпионат ФРГ по хоккею на траве (1988—1989).
С начала карьеры до 1984 года действовала на позиции вратаря, однако впоследствии стала универсальным полевым игроком.
Дважды выигрывала медали чемпионата мира: золото в 1981 году в Буэнос-Айресе и серебро в 1986 году в Амстелвене.
В 1981 году завоевала золотую медаль чемпионата Европы по индорхоккею в Западном Берлине.
В 1984 году завоевала бронзовую медаль чемпионата Европы в Лилле и золотую медаль чемпионата Европы по индорхоккею в Лондоне.
В том же году вошла в состав женской сборной ФРГ по хоккею на траве на летних Олимпийских играх в Лос-Анджелесе и завоевала серебряную медаль. Была в составе как вратарь, однако выходила в матчах в качестве полевого, когда ворота защищала Улла Тилеман. Провела 3 матча, мячей не забивала.
В 1988 году вошла в состав женской сборной ФРГ по хоккею на траве на летних Олимпийских играх в Сеуле, занявшей 5-е место. Играла в поле, провела 5 матчей, забила 1 мяч в ворота сборной Канады.
В 1979—1988 годах провела за сборную ФРГ 134 матча (123 на открытых полях, 11 в помещении).
Имеет диплом учителя физкультуры.